# Liste der Kreisstraßen in Zweibrücken
Die Liste der Kreisstraßen in Zweibrücken ist eine Auflistung der Kreisstraßen in der rheinland-pfälzischen kreisfreien Stadt Zweibrücken.

## Abkürzungen
- K: Kreisstraße
- L: Landesstraße

## Liste
Die Kreisstraßen behalten die ihnen zugewiesene Nummer in der Regel nicht bei einem Wechsel in einen anderen Landkreis oder in eine kreisfreie Stadt. Nicht vorhandene bzw. nicht nachgewiesene Kreisstraßen werden in Kursivdruck gekennzeichnet, ebenso Straßen und Straßenabschnitte, die unabhängig vom Grund (Herabstufung zu einer Gemeindestraße oder Höherstufung) keine Kreisstraßen mehr sind. 
Der Straßenverlauf wird in der Regel von Nord nach Süd und von West nach Ost angegeben.
| Nr.  | Verlauf |
| ---- | --- |
| K 1  | (L 211 im Saarland) – Landesgrenze – Bliestalstraße – K 12 – Bliestalstraße – K 11 – Bliestalstraße – Wattweiler Straße – K 2                         |
| K 2  | L 469 – Gottlieb-Daimler-Straße – – Gottlieb-Daimler-Straße – Lanzstraße – Friedrich-Ebert-Straße – K 1 – Friedrich-Ebert-Straße – – Etzelweg – L 465 |
| K 3  | L 465 – Kesselbachstraße – Fasaneriestraße – K 5 – Fasaneriestraße – K 5 – Annweilerstraße – Stadtgrenze – (K 72 im Landkreis Südwestpfalz)           |
| K 4  | (L 214 im Saarland) – Landesgrenze – Amerikastraße – L 465 – Amerikastraße – Landstuhler Straße – L 469/L 480                                         |
| K 5  | K 3 – Christian-Schwarz-Straße – Annweilerstraße – K 3 – Pirmasenser Straße – L 471 – Pirmasenser Straße – L 469 – Pirmasenser Straße – L 469         |
| K 6  | L 469 – Bismarckstraße – Kaiserstraße – L 465 – Lützelstraße – Oselbachstraße – 22er Straße – L 480                                                   |
| K 7  | (L 213 im Saarland) – Landesgrenze – Mörsbacher Straße – L 465 – Höhenstraße – L 465 – Talstraße – Stadtgrenze – (K 63 im Landkreis Südwestpfalz)     |
| K 8  | Wahlerhof – Straße zum Wahlerhof – L 465 |
| K 9  | L 465 – Straße nach Hornbach – Stadtgrenze – (K 62 im Landkreis Südwestpfalz)                                                                         |
| K 10 | L 465 – Straße zum Eichenhof – Stadtgrenze – (K 83 im Landkreis Südwestpfalz)                                                                         |
| K 11 | Mölschbacher Hof – Mölschbacher Straße – K 1 |
| K 12 | Kettersbergerhof – Straße zum Kettersbergerhof – K 1                                                                                                  |
| K 13 | K 14 – Contwiger Straße – Stadtgrenze – (K 74 im Landkreis Südwestpfalz)                                                                              |
| K 14 | L 469 – Battweilerstraße – K 13 – Battweilerstraße – Stadtgrenze – (K 76 im Landkreis Südwestpfalz)                                                   |